# Tomaiul Nou, Leova
Tomaiul Nou este satul de reședință al comunei cu același nume  din raionul Leova, Republica Moldova.

## Demografie

### Structura etnică
Structura etnică a satului Tomaiul Nou conform recensământului populației din 2004:
| Grup etnic                    | Populație | % Procentaj |
| ----------------------------- | --------- | ----------- |
| Bulgari                       | 233       | 55,61%      |
| Băștinași declarați Moldoveni | 88        | 21,00%      |
| Ucraineni                     | 61        | 14,56%      |
| Ruși                          | 16        | 3,82%       |
| Țigani                        | 11        | 2,63%       |
| Găgăuzi                       | 8         | 1,91%       |
| Alții                         | 2         | 0,48%       |
| Total                         | 419       |             |